# メソポタミアハナスッポン
メソポタミアハナスッポン（Rafetus euphraticus）は、爬虫綱カメ目スッポン科ハナスッポン属に分類されるカメ。

## 分布
イラク、イラン、シリア、トルコ南部のチグリス川、ユーフラテス川水系

## 形態
最大甲長68センチメートル。背甲は上から見ると円形や卵型。背甲の色彩は緑褐色で、黒い斑紋が入る。
頸部から背甲前端にかけて疣状の突起が並ぶ。頭部背面や四肢の色彩は緑色。
幼体は背甲の表面に粒状の突起があり、成長に伴い消失するが成体でも残る個体もいる。背甲に黄色や淡黄色、白の細かい斑紋が入るが、成長に伴い消失する。

## 生態
底質が黒土で水深の浅い流れの緩やかな河川の支流やその周辺にある水たまり、氾濫原内の池沼、湿原などに生息する。昼行性で、日光浴を行う事を好む。水温20℃以上の環境下でのみ活動する。
食性は雑食で、魚類、両生類、昆虫、甲殻類、貝類、植物質などを食べる。
繁殖形態は卵生。河川の周辺にある草原や砂地に、4-9月に1回に19-30個の卵を産む。

## 人間との関係
ダム開発による生息地の破壊および水温の低下、土砂採取による産卵地の破壊、水質汚染などにより、生息数は激減していると考えられている。